# Gongora cruciformis
Gongora cruciformis är en orkidéart som beskrevs av Mark Whitten och David Edward Bennett. Gongora cruciformis ingår i släktet Gongora och familjen orkidéer.
Artens utbredningsområde är Peru. Inga underarter finns listade i Catalogue of Life.